# SN 1992af
SN 1992af – supernowa typu II odkryta 29 czerwca 1992 roku w galaktyce E340-G38. W momencie odkrycia miała maksymalną jasność 17,50m.